# Isatis brevipes
Isatis brevipes är en korsblommig växtart som först beskrevs av Aleksandr Andrejevitj Bunge, och fick sitt nu gällande namn av Saiyad Masudal Saiyid Masudul Hasan Jafri. Isatis brevipes ingår i släktet vejdar, och familjen korsblommiga växter. Inga underarter finns listade i Catalogue of Life.